# O’Higgins/San Martín
O’Higgins/San Martín (w Chile znane jako jezioro O’Higgins, hiszp. Lago O’Higgins, natomiast w Argentynie jako jezioro San Martín, hiszp. Lago San Martín) – jezioro w południowej części Ameryki Południowej, na pograniczu Chile (Region Magallanes i Antartyka Chilijska) i Argentyny (prowincja Santa Cruz). Jest najgłębszym jeziorem Ameryki Południowej i czwartym najgłębszym jeziorem na świecie. Położone w Andach Patagońskich (Patagonia) na wysokości 285 m n.p.m.
Jezioro zajmuje powierzchnię 1013 km², z czego 554 km² znajduje się w Chile, a 459 km² – w Argentynie. Ma rozwiniętą linię brzegową o długości 525 km. Do jeziora wpada rzeka Mayer oraz wiele potoków. Główny odpływ wody z jeziora stanowi rzeka Pascua. W pobliżu jeziora znajdują się lodowce O’Higginsa i Chico. Na południe od niego ciągnie się południowopatagońska czapa lodowa aż po jeziora Viedma i Argentino.
Obszar nad jeziorem San Martín pozostawał niezamieszkany aż do początku XX wieku.
Nazwa używana w Argentynie została nadana na cześć José de San Martína, a nazwa chilijska – na cześć Bernardo O’Higginsa. Obaj walczyli wspólnie o niepodległość Chile i zaliczani są do tzw. Libertadores.